# Bibliothèque cantonale de Schwytz
 (avril 2022).
Si vous disposez d'ouvrages ou d'articles de référence ou si vous connaissez des sites web de qualité traitant du thème abordé ici, merci de compléter l'article en donnant les références utiles à sa vérifiabilité et en les liant à la section « Notes et références ».

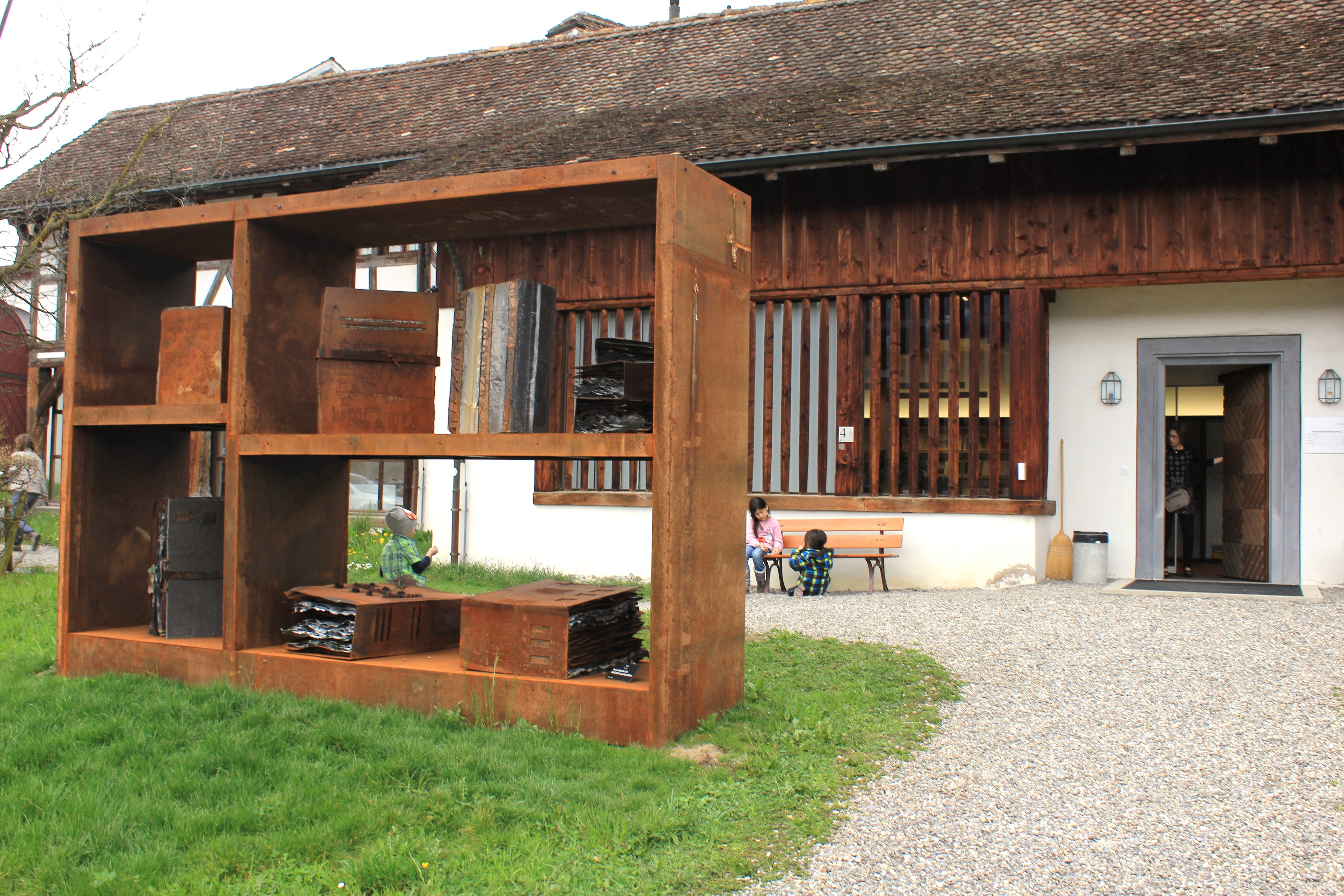
Bibliothèque cantonale de Schwytz (2015).

La Bibliothèque cantonale de Schwytz collectionne tous les imprimés concernant le canton de Schwytz. En outre, elle est le dépôt pour les écrits d’échanges de l’Association historique du canton de Schwytz.

## Historique
À l’exception de la bibliothèque de l’abbaye d’Einsiedeln, le canton a été longtemps dépourvu de bibliothèque. L’idée d’une bibliothèque publique apparaît pour la première fois en 1832. Augustin Schigib et Alois Fuchs, tous deux clercs libéraux, fondent à Schwytz une société bibliothécaire. Elle servait le soin de l’histoire patrimoniale et se composait d’environ 4 000 ouvrages. En raison de l’époque défavorable, elle a été cédée au début des années 1840.
C’est seulement dans la deuxième moitié du XIXe siècle que l’idée de fonder une bibliothèque a été reprise. En 1854, la bibliothèque d’étude a été renommée en bibliothèque cantonale. Pendant cent ans, elle servait surtout l’administration. Les locaux à disposition n’étaient pas convenables à l’utilisation et la conservation. Il faut attendre 1970 pour que les sous-sols du nouveau bâtiment puissent être adaptés.

## Fonds et utilisation
La Bibliothèque cantonale conserve un trésor particulier : le legs et la bibliothèque privée du poète Meinrad Inglin (de).
Le fonds complet de la bibliothèque compte environ 100 000 documents. 21 000 livres de tous les domaines ainsi que de la littérature de divertissement se trouvent en libre accès et sont à disposition des enfants, jeunes et adultes. Cette collection est complétée par 500 cassettes et 2 000 CD, CD-ROM et DVD. Dans la petite section de la littérature étrangère, les usagers trouvent des ouvrages en français, anglais, italien et espagnol. La salle de lecture offre plusieurs postes de travail et 3 000 documents. La bibliothèque est abonnée en plus à environ 100 périodiques (journaux et magazines). Le magasin fermé n’est pas en accès libre, mais le catalogue en ligne permet d’en connaître le contenu.